# Santa Cruz de la Palma
Santa Cruz de la Palma település Spanyolországban, a Kanári-szigetek La Palma nevű szigetén Santa Cruz de Tenerife tartományban. Santa Cruz de la Palma Puntallana, El Paso és Breña Alta községekkel határos. Lakosainak száma 15 565 fő (2024).

## Népesség
A település népessége az elmúlt években az alábbi módon változott:
| Lakosok száma | 18 206 | 17 857 | 17 353 | 17 084 | 16 705 | 16 184 | 15 581 | 15 716 | 15 361 | 15 565 |
|               | 2001   | 2004   | 2007   | 2009   | 2012   | 2014   | 2017   | 2019   | 2022   | 2024   |